# Elisa Dul
Elisa Dul (Oene, 21 september 1998) is een Nederlands langebaanschaatsster en skeeleraar.
Dul debuteerde op de Olympische Jeugdwinterspelen 2016. In 2018 sloot ze haar juniorentijd af met vier medailles op het WK Junioren en maakte ze de overstap naar Team easyJet, het huidige Team Albert Heijn Zaanlander, van coach Jillert Anema.
Op de Nederlandse kampioenschappen schaatsen afstanden 2019 behaalde ze een bronzen medaille op de massastart. Op de Nederlandse kampioenschappen schaatsen afstanden 2019 behaalde ze de bronzen medaille op de 3000 meter en plaatste zich daarmee voor zowel het Europese als het wereldkampioenschap, maar wist daar niets te winnen.

## Persoonlijke records[5]
| Afstand    | Tijd    | Datum            | Baan           |
| ---------- | ------- | ---------------- | -------------- |
| 500 meter  | 38,66   | 11 februari 2020 | Salt Lake City |
| 1000 meter | 1.15,19 | 7 februari 2020  | Calgary        |
| 1500 meter | 1.54,41 | 25 februari 2024 | Heerenveen     |
| 3000 meter | 3.58,54 | 24 februari 2024 | Heerenveen     |
| 5000 meter | 6.58,35 | 30 december 2023 | Heerenveen     |

## Resultaten
| Jaar | NK Afstanden                                            | NK Sprint             | NK Allround          | WK Afstanden   | WK Junioren    |
| ---- | ------------------------------------------------------- | --------------------- | -------------------- | -------------- | -------------- |
| 2017 | 17e 1000m 26e massastart                                |                       |                      |                | massastart     |
| 2018 | 19e 500m 15e 1000m 17e 1500m                            |                       |                      |                | · (6e, , , 5e) |
| 2019 | 9e 1000m 12e 1500m                                      | 8e (14e, 5e, 11e, 5e) |                      |                |                |
| 2020 | 4e 1000m 9e 1500m 7e massastart                         | 8e (14e, 7e, 12e, 5e) |                      |                |                |
| 2021 | 14e 500m 10e 1000m 9e 1500m                             | NS3 (14e, 14e, NS, -) |                      |                |                |
| 2022 | 11e 1000m 7e 1500m                                      |                       | NC9 · (, 5e, 5e, NS) |                |                |
| 2023 | 12e 1000m · 5e 1500m · 8e 3000m · massastart            |                       | NS3 · (, 8e, NS, -)  |                |                |
| 2024 | 8e 1000m · 5e 1500m · 3000m · 5e 5000m · 10e massastart |                       | · (, )               | 11e 3000m      |                |
| 2025 | DQ 1000m 5e 1500m 6e 3000m 11e massastart               |                       | NS3 (4e, 11e, NS, -) | 17e massastart |                |

(#, #, #, #) = afstandspositie op sprinttoernooi (500m, 1000m, 500m, 1000m) of op juniorentoernooi (500m, 1500m, 1000m, 3000m).
Team Albert Heijn Zaanlander
Jorrit Bergsma · Tjerk de Boer · Merel Conijn · Elisa Dul · Daan Gelling · Marijke Groenewoud · Jordy Harink · Sjoerd den Hertog · Kevin van der Horst · Bente Kerkhoff · Irene Schouten · Wisse Slendebroek · Jordan Stolz · Maaike Verweij ·  Melissa Wijfje
Coach: Jillert Anema · Arjan Samplonius